# Скарификатор
Скарифика́тор (лат. scarifico, scarificatum — царапать, надрезать):

## В медицине
- Инструмент для скарификации[1].
- Скарификатор ампульный (нож ампульный) — приспособление, пластинка для вскрытия стеклянных ампул путём надреза[2][3].
- Скарификатор-копьё (в просторечии также перо, жало) — инструмент для прокалывания кожи, представляет собой пластинку с несколькими острыми зубцами. Используется для взятия капиллярной крови из пальца. Существуют также автоматические одноразовые скарификаторы, лезвие которых непосредственно после прокола убирается внутрь корпуса и исключает как возможность порезов, так и повторное использование скарификатора. Кроме скарификаторов раньше для взятия крови использовались иглы Франка.

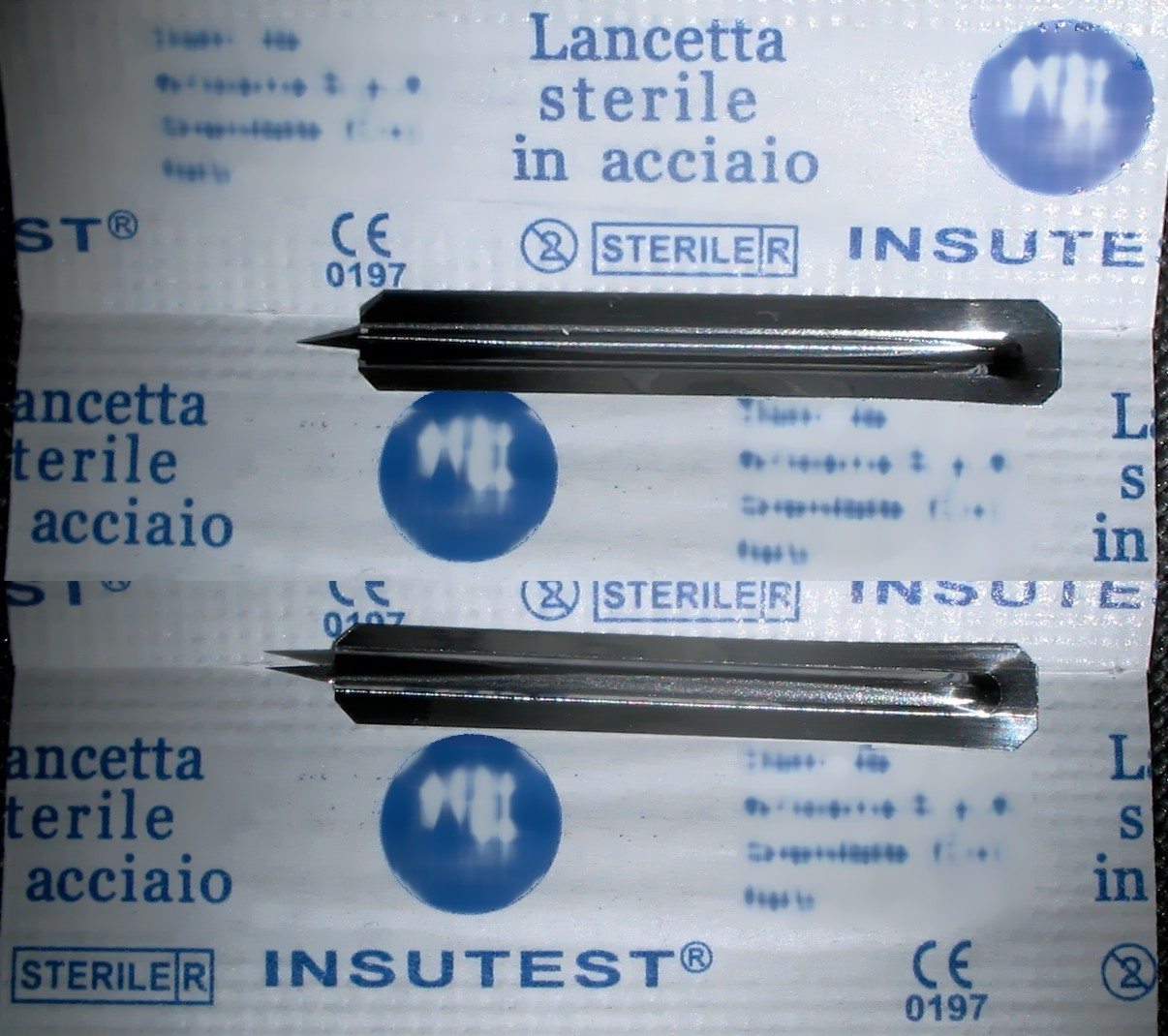
Одноразовые металлические скарификаторы
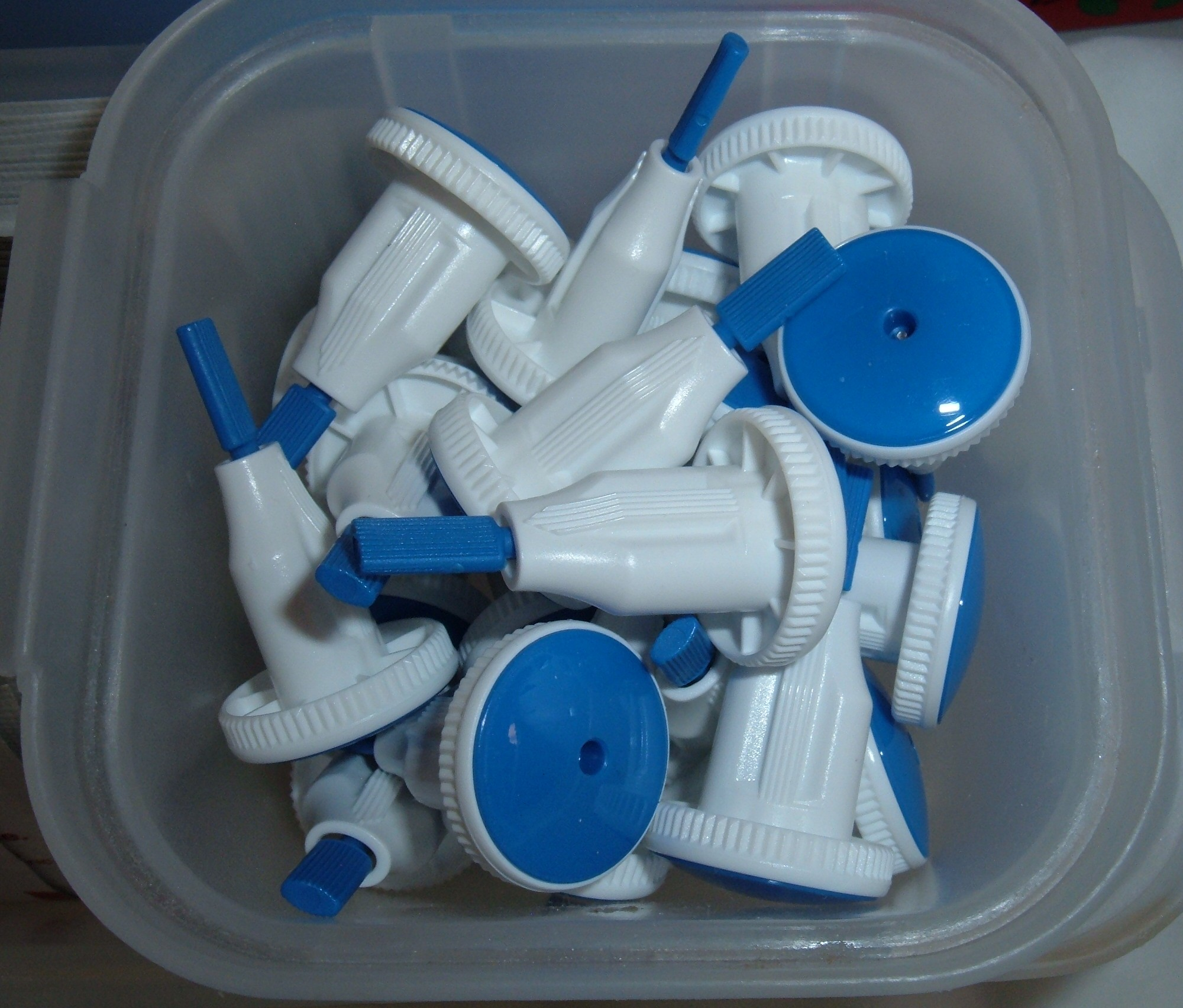
Автоматические скарификаторы в пластиковом корпусе
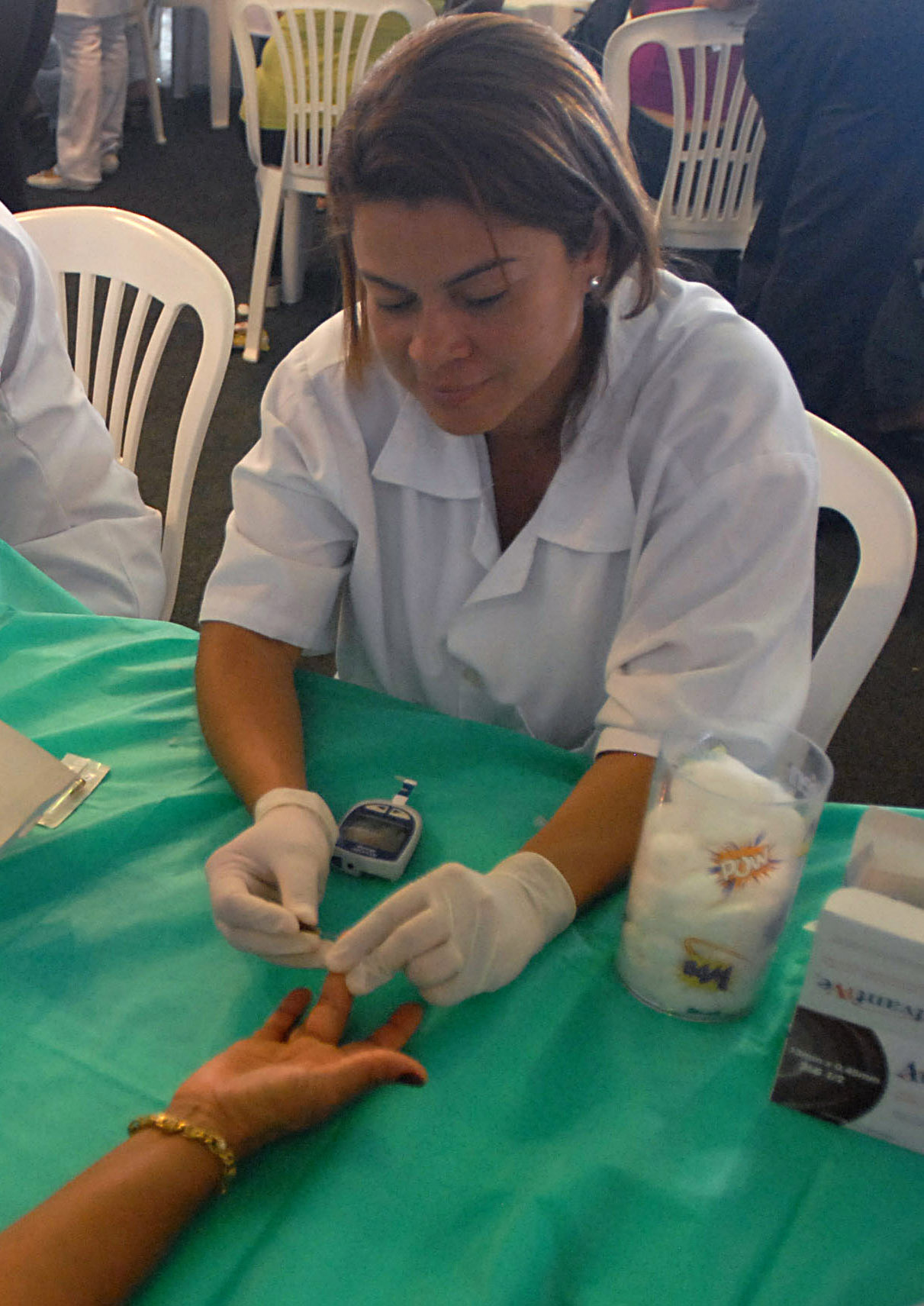
Прокол кожи пальца скарификатором для забора крови на анализ

## В сельском хозяйстве
- Машина для нарушения целостности оболочки семян с целью ускорения их прорастания.
- Сельскохозяйственное орудие, служащее для разрезания корней травы, для улучшения размножения.
- Вид садово-парковой техники для ухода за газонами.